# 国营桂林洋农场
国营桂林洋农场，是中华人民共和国海南省海口市美兰区下辖的一个类似乡级单位。

## 行政区划
下辖以下地区：
国营桂林洋场部、炳庄队、昌后队、林青队、合山队、五一队、迈进队、新群队、振家队、高山队、民兴队、长丰队、卫东队、永东队、忠东队、传东队和高校片区。